# Kuku Ajn al-Dżadż
Kuku Ajn al-Dżadż – wieś w Syrii, w muhafazie Idlib. W 2004 roku liczyła 637 mieszkańców.